# Puerto Escondido (Oaxaca)
Puerto Escondido is een badplaats in de Mexicaanse deelstaat Oaxaca. Puerto Escondido heeft 20.178 inwoners (census 2005) en is gelegen in de gemeente San Pedro Mixtepec Distrito 22.
Puerto Escondido is aan het begin van de 20e eeuw gesticht als haven om koffie te exporteren, maar is sinds de jaren 50 vooral bekend als badplaats. Puerto Escondido is bekend als surfplek en is vooral in trek bij rugzaktoeristen.